# Nova União (Rondônia)
Nova União is een gemeente in de Braziliaanse deelstaat Rondônia. De gemeente telt 7.944 inwoners (schatting 2009).
De gemeente grenst aan Jaru, Ouro Preto do Oeste, Teixeirópolis, Mirante da Serra en Urupá.